# Foro Interno. Anuario de Teoría Política
Foro Interno. Anuario de Teoría Política (ISSN 1578-4576) es una revista española de teoría política publicada por la Universidad Complutense de Madrid. Fue fundada en el año 2000 a partir del Seminario Permanente de Investigación de Retórica y Teoría Política de la Universidad Complutense de Madrid. Javier Roiz, catedrático de Teoría Política en esta Universidad, es director de Foro Interno desde su fundación.
Foro Interno se creó con el objetivo de fomentar el cultivo y la apertura de la teoría política en español. Para ello se ideó una publicación que se atuviera a los criterios internacionales de calidad aplicables a las publicaciones científicas. Tales criterios son la evaluación externa por pares (peer review), el sistema de doble ciego, la periodicidad regular y el cuidado de la edición. La intención era proporcionar un espacio adecuado para introducir y desarrollar líneas de investigación innovadoras en esta disciplina. Entre estas estarían la recuperación de la retórica clásica, el estudio del humanismo mediterráneo, la dimensión política del mundo interno, los debates en torno al género y la identidad, el vínculo entre la literatura y la teoría política, la relevancia del pensamiento judío sefardí en la construcción de la democracia occidental y el alcance de la influencia del calvinismo en la teoría política contemporánea. Otra intención de esta iniciativa era preparar y abrir el camino a nuevos investigadores y docentes de esta especialidad.
En sus inicios Foro Interno contó con el apoyo de la Universidad Complutense de Madrid, la Universidad de Salamanca y la Universidad de Alicante. Desde el año 2004 Foro Interno es editada por el Servicio de Publicaciones de la Universidad Complutense. Se publica anualmente, en el mes de diciembre, tanto en papel como en formato electrónico (con acceso gratuito a los contenidos de todos los números en el Portal de Revistas Científicas Complutenses). Está incluida en diversas bases de datos e índices de prestigio que acreditan el cumplimiento de exigentes requisitos de excelencia (DICE, Dialnet, Latindex, IBSS, ISOC, DOAJ, Philosopher's Index, Ulrich's Periodicals Directory).
Asimismo, Foro Interno ha creado una editorial con el objeto de  publicar obras relevantes dentro de las líneas de investigación anteriormente mencionadas. La Colección Rétor publicó su primer título en el año 2002. Esta línea editorial se ha incorporado a la Editorial Complutense en el año 2007 dentro de la Colección Pensadores Clave, donde ya han aparecido dos títulos más.